# Henri Bohic
Henri Bohic, in latino Henricus Bohicus (Plougonvelin, 1310 circa – Parigi, dopo il 1357), è stato un giurista francese.
Fu giureconsulto, decretalista e canonista; il suo trattato In quinque decretalium libros commentaria rimase il manuale della facoltà di diritto di Parigi fino al 1679. Fu consigliere del duca Giovanni V di Bretagna (1339-1399).

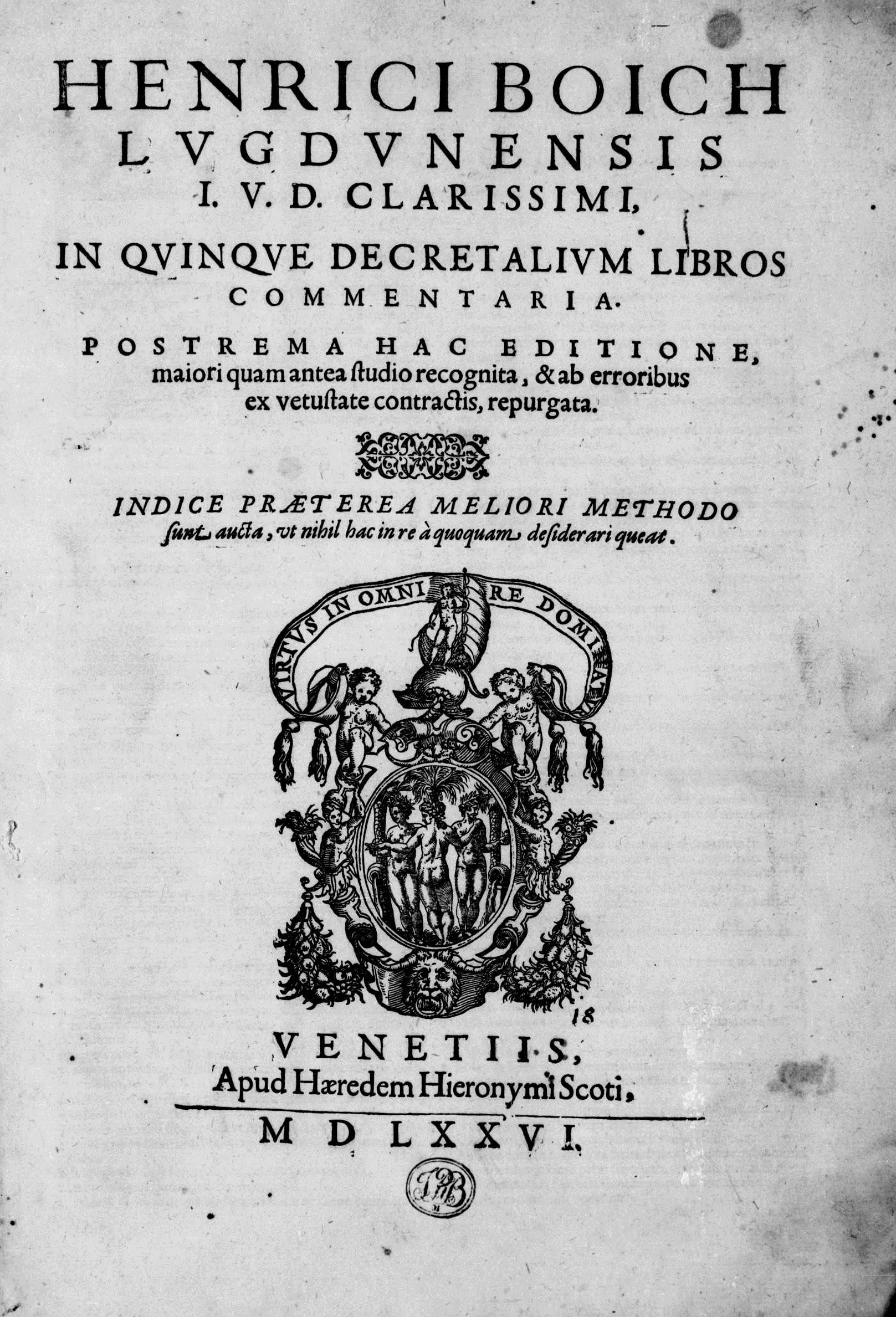
In quinque decretalium libros commentaria, edizione del 1576

## Biografia
Henri Bohic nacque intorno al 1310 a Plougonvelin, nel Léon in Bretagna, in una prestigiosa famiglia di giuristi del bardo Hervé Bohic. Formatosi al Seminario di Saint-Pol-de-Léon, fu uno dei pochi studenti scelti per essere inviato da mons. Guillaume de Kersauson all'Università di Parigi. Straniero in una zona della Francia in cui tutti parlavano in latino, il quartiere latino, fu accolto nel nuovissimo Collège de Léon dal decano del capitolo della cattedrale di Parigi Even Bohic, presumibilmente suo zio.
Al termine del corso di tre anni, da semplice studente di arti liberali (artien) divenne un baccalaureato della facoltà di diritto, e dottore in legge con una tesi che costituisce un commento, ovvero un'analisi, dei decretali di Gregorio IX promulgati nel 1234. La tesi fu pubblicata col titolo In quinque decretalium libros commentaria.
Dal 1334 Henri Bohic stabilì il suo ufficio nella parrocchia di Saint Benoît di Parigi ed esercitò la professione di avvocato. Durante la sua carriera venne consultato come specialista di questioni ecclesiastiche, in particolare dal signore di Leon Hervé VII, compiendo diversi viaggi.
Nel 1357 divenne governatore del consiglio della fabbriceria della cappella di Saint-Yves-des-Bretons, che era il punto di incontro dei bretoni di Parigi. Morì a Parigi in data imprecisata dopo il 1357.

## Pensiero
Il commento di Henri Bohic, sollecitato dall'Università di Parigi, fa parte di un'importante evoluzione legale. Nel 1299, l'Università di Bologna promulgò il Liber Sextus, che completava il Quinque, e 1317 papa Clemente V promulgò le Clementine . La tesi di Henry Bohic di In quinque decretalium libros commentaria è quindi abbastanza classica.
D'altra parte, la sua pubblicazione e distribuzione da parte della facoltà di Giurisprudenza di Parigi era un evento. L'Università di Parigi non aveva - secondo uno statuto stabilito da una bolla del 1213 - l'autorità di pronunciarsi sul diritto canonico ma solo quella di commentare. Questa pubblicazione è l'atto con cui l'Università di Parigi ribadisce con forza la sua autorità, attraverso l'interpretazione dei decretali, di far giudicare un caso ecclesiastico secondo le regole del diritto e di avere una presa giurisprudenziale sull'evoluzione del diritto canonico, un modo per aggirare una restrizione costitutiva e aumentare la sua autorità nei confronti di Bologna. I decretali di Gregorio IX diventano il principale argomento di esame del dottorato in diritto canonico, che è un modo per stabilire, in una certa misura, l'autorità religiosa sulla legge, quella del papa, che risiede ad Avignone dal 1309, sull'università.
I commenti su Quinque, Sextus e Clementine rimarranno i tre argomenti di esame del dottorato fino al 1679, quando la facoltà di diritto diventerà anche una facoltà che insegna il codice Luigino (Code Luis).

## Intitolazioni
In Bretagna almeno cinque strade portano il suo nome.

## Opere
- In quinque Decretalium libros commentaria
  - (LA) In quinque Decretalium libros commentaria, Venezia, erede Girolamo Scoto, 1576.